# Unterelbesche Eisenbahngesellschaft
Die Unterelbesche Eisenbahngesellschaft war ein Eisenbahnunternehmen, dass die Bahnstrecke Harburg–Cuxhaven erbaute und betrieb.

## Geschichte
Die Unterelbesche Eisenbahngesellschaft wurde 1879 mit Hilfe der Société belge de chemins de fer in Brüssel gegründet. Sie sollte anstelle der in finanzielle Schwierigkeiten geratenen Cuxhavener Eisenbahn-Dampfschiff- und Hafenbau-Actiengesellschaft den begonnenen Bau der Eisenbahn nach Cuxhaven weiterführen.
Der erste Abschnitt der normalspurigen Eisenbahnstrecke von Harburg (heute: Hamburg-Harburg) über Buxtehude nach Stade durch die damalige preußische Provinz Hannover wurde am 1. April 1881 eröffnet. Schon am 1. November 1881 konnte der zweite – 62 km lange – Abschnitt bis Cuxhaven, das damals zur Hansestadt Hamburg gehörte, vollendet werden. Die Gesamtstrecke war damit 104 km lang. Dazu kam noch ab 2. September 1882 eine mehr als einen Kilometer lange Hafenbahn für den öffentlichen Verkehr, die auf Kosten des Hamburgischen Staates erbaut, jedoch von der Unterelbeschen Eisenbahngesellschaft betrieben wurde.
Als der preußische Staat mit Wirkung zum 1. April 1890 die Unterelbesche Eisenbahn käuflich erworben hatte, übernahm er auch die Betriebsführung der Hafenbahn. Die Eisenbahngesellschaft besaß ab 1885 auch die Konzession für Dampfschiffslinien von Cuxhaven nach Helgoland und Norderney.